# Pietro Citati
Pietro Citati (Florença, 20 de fevereiro de 1930 – 28 de julho de 2022) é um dos mais respeitados literatos contemporâneos, sendo célebre pela poesia e erudição de seus ensaios biográficos, bem como pela crítica literária que exercita há mais de duas décadas no jornal italiano La Repubblica. Faleceu em 28 de julho de 2022.

## Biografia
Pietro Citati nasceu em Florença no ano de 1930. Durante a infância estudou em Turim no Instituto Social e depois no Liceu Clássico Massimo D’Azeglio. Em 1942, após o bombardeio de Turim sua família mudou-se para Ligúria, no noroeste da Itália. Nesta época, como autodidata, começou a ler e estudar a obra de diversos autores clássicos, como Shakespeare, Byron, Platão, Stendhal, Homero, Dumas e Poe. Em 1951, ele foi laureado em Literatura Moderna pela Escola Normal Superior de Pisa, e logo iniciou a carreira de crítico literário colaborando com algumas revistas especializadas, como Il Punto (em parceria com Pier Paolo Pasolini), L’Approdo e Paragone. Entre os anos de 1954 e 1959 lecionou literatura italiana na Escola Profissional de Frascati, e outras escolas da periferia de Roma. A partir da década de 1960 voltou a trabalhar na imprensa, escrevendo para o jornal Il Giorno. Em 1973 passou a assinar a coluna do jornal Corriere della Sera, no qual permaneceu até o ano de 1988, quando então foi contratado pelo jornal La Repubblica. Além de escrever para imprensa, Pietro Citati redigiu uma série de artigos para a coletânea "Escritores Gregos e Latinos" da Editora Mondadori. Casado, pai de um filho, ele atualmente reside em Roma onde acumula as funções de escritor, crítico e bibliotecário.

## Obra
No moderno panorama literário europeu, Pietro Citati se afirmou como crítico e ensaísta, sendo excelente na biografia. Neste ramo, sua narrativa singular e elegante, aliada à diligente acurácia, rendeu-lhe o Prêmio Viareggio pelo livro Goethe, editado em 1970 pela Mondadori, e reeditado em 1990 pela Adelphi. Esta biografia foi elogiada por Italo Calvino como a obra mais bela e nobre jamais escrita em língua italiana sobre o insigne poeta alemão. Posteriormente, Citati trabalhou na biografia de outros escritores, incluindo uma coletânea de grandes nomes femininos como Santa Teresa de Ávila, Jane Austen, Lou Andreas-Salomé e Virginia Woolf.  Ele também publicou ensaios sobre mitologia e religião comparada, e ainda um romance intitulado História primeiro feliz, depois funesta e dolorosa. Como cronista escreveu divertidos artigos sobre albergues e restaurantes europeus, culinária italiana e, especificamente, sobre cogumelos secos! – que ele classifica como "os filhos prediletos da natureza".
Para o idioma português foram traduzidos vários dos seus trabalhos ensaísticos e biográficos, a saber: Goethe, Kafka, A Pomba Apunhalada, Proust, A Luz da Noite, Israel e o Islão, Ulisses e a Odisseia. Dentre estes, apenas os títulos Goethe e Proust foram publicados no Brasil pela Editora Companhia das Letras.

## Crítica e Notoriedade
Como escritor e crítico, Pietro Citati foi aclamado por seus pares como um exímio leitor, capaz de apreender e comunicar profundas interpretações dos textos clássicos. Com efeito, tornou-se um literato distinguido por prêmios e condecorações internacionais. Dentre estes, destacam-se o Premio Baguta, Premio Strega, Premio Grinzani Cavour, o Prix Médicis, o Prix de la Latinité (Académie Française com a Academia Brasileira de Letras) e a comenda do Cavalieri de Gran Croce.